# Галерея Курто
Галерея Курто (англ. The Courtauld Gallery) — художественный музей в Англии, располагается в Сомерсет-хаус на улице Стрэнд в центре Лондона. Галерея хранит коллекцию произведений искусства Института искусств Курто, самоуправляемого колледжа Лондонского университета, специализирующегося на изучении истории искусства. Фонд галереи Курто был сформирован в основном за счёт пожертвований и завещаний и включает картины, рисунки, скульптуры и другие произведения искусства от средневековья до наших дней; галерея особенно известна картинами французских импрессионистов и постимпрессионистов. Коллекция насчитывает около 530 картин и более 26 тыс. рисунков и гравюр.

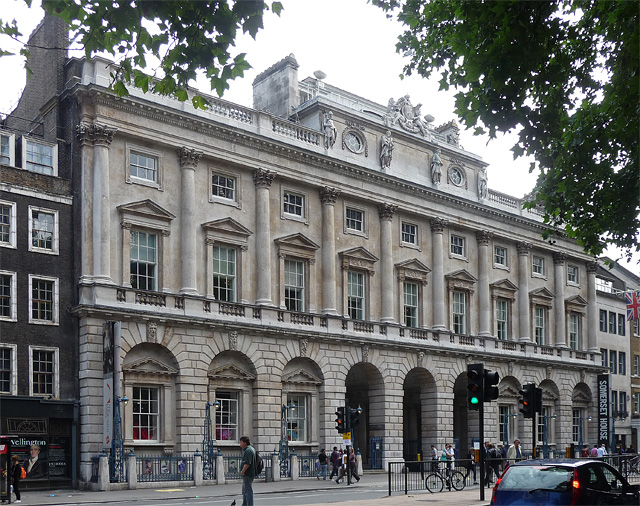
Сомерсет-хаус на улице Стрэнд в центре Лондона, построенный архитектором Уильямом Чеймберсом в 1775—1780 годах. С 1989 года здесь расположены Институт искусства Курто и Галерея Курто

Директором галереи Курто является Эрнст Вегелин. Галерея закрылась 3 сентября 2018 года на крупную реконструкцию под названием Courtauld Connects и должна быть открыта в 2021 году.

## История коллекции
Институт Курто был основан в 1932 году промышленником и коллекционером Сэмюэлем Курто, дипломатом и коллекционером лордом Артуром Ли из Фархема и историком искусства сэром Робертом Уиттом. Собирать произведения искусства начал Сэмюэл Курто, который в том же году предоставил обширную коллекцию картин, в основном произведений французских импрессионистов и постимпрессионистов. В 1930-х годах он сделал ещё несколько пожертвований, а в 1948 году оставил завещание, передав своё художественное собрание институту.
В его коллекцию вошли знаменитые картины: «Бар в „Фоли-Бержер“» Эдуарда Мане и этюд к его известной картине «Завтрак на траве», «Ложа» Пьера Огюста Ренуара, пейзажи Клода Моне и Камиля Писсарро, балетная сцена Эдгара Дега и группа из восьми основных работ Сезанна. Среди других картин — «Автопортрет Винсента Ван Гога с перевязанным ухом и цветками персика в Крау», «Больше никогда» и «Te Rerioa» Гогена, а также важные работы Жоржа Сёра, Анри Руссо, Тулуз-Лотрека и Амедео Модильяни.
После Второй мировой войны были добавлены собрание картин старых мастеров, собранная лордом Ли, основателем Института. В неё входили «Адам и Ева» Лукаса Кранаха Старшего, а также этюд маслом Питера Пауля Рубенса для его шедевра «Снятие с креста» Собора Богоматери в Антверпене. В 1952 году сэр Роберт Уитт, также основатель Института Курто, завещал свою коллекцию живописи старых мастеров и рисунков английских художников. Коллекция включала 20 тысяч гравюр и более 3 тысяч рисунков. Его сын, сэр Джон Уитт, позднее подарил галерее своё собрание английских акварелей и рисунков. В 1958 году Памела Диаманд, дочь Роджера Фрая (1866—1934), выдающегося искусствоведа и основателя Omega Workshops, пожертвовала свою коллекцию произведений искусства XX века, включая работы художников Группы Блумсбери Ванессы Белл и Дункана Гранта. В 1966 году Марк Гамбье-Парри, сын майора Эрнеста Гамбье-Парри, завещал разнообразную коллекцию произведений искусства, созданную его дедом Томасом Гамбье Парри, в которую входили живопись раннего итальянского Возрождения, изделия из майолики, средневековая резьба по эмали и слоновой кости и другие произведения искусства.
В 1967 году Уильям Уиклифф Спунер (1882—1967) и его жена Мерси пополнили коллекцию Галереи английскими акварелями, а также картинами Джона Констебла, Джона Селла Котмана, Александра и Джона Роберта Козенса, Томаса Гейнсборо, Томаса Гёртина, Сэмюэла Палмера, Томаса Роулендсона, Пола Сэндби, Фрэнсиса Тауна, Уильяма Тёрнера, Питера Де Винта и другими.
В 1974 году посетителям была представлена коллекция из тринадцати акварелей Уильяма Тёрнера в память о брате Сэмюэла Курто, британском филантропе сэре Стивене Курто, известном восстановлением Элтемского дворца.
В 1978 году Галерея получила коллекцию принцев Гейт из картин и рисунков старых мастеров, собранную графом Антуаном Зайлерном. По важности коллекция не уступает коллекции Сэмюэла Курто. В неё вошли картины Бернардо Дадди, Робера Кампена, Брейгеля-старшего, Квентина Массейса, Антониса Ван Дейка и Тьеполо, а самое главное — произведения Рубенса. В коллекцию также вошло собрание произведений живописи XIX и XX веков Камиля Писсарро, Эдгара Дега, Пьера Огюста Ренуара и Оскара Кокошки.
Позднее Галерею пополнили картины, рисунки и скульптуры конца XIX и XX веков из коллекций Лилианы Броус и Алестера Хантера. В 2004 году прибавилась коллекция из более чем 50 британских акварелей, включая восемь акварелей Тёрнера.

## Здание галереи
С 1958 по 1989 год коллекция Курто размещалась в части помещений Института Варбурга на Вобурн-сквер в Блумсбери и, таким образом, была отделена от Института Курто, который находился в Хоум-хаусе на Портман-сквер.
С 1989 года Галерея Курто размещается вместе с Институтом Курто в Северном или Стрэндском блоке Сомерсет-Хауса в комнатах, спроектированных и специально построенных сэром Уильямом Чеймберсом для научных обществ Королевской академии художеств (Чеймберс был её первым казначеем), Королевского общества и Королевского общества древностей.
Королевская академия находилась в здании с 1780 года до переезда в 1837 году в новое здание Национальной галереи на Трафальгарской площади. Над входом в Большой зал, в котором проходила ежегодная летняя выставка Королевской академии, есть внушительная надпись на древнегреческом ΟΥΔΕΙΣ. ΑΜΟΥΣΟΣ ΕΙΣΙΤΩ («Да не войдет чужеземный к Музам»).

## Шедевры галереи

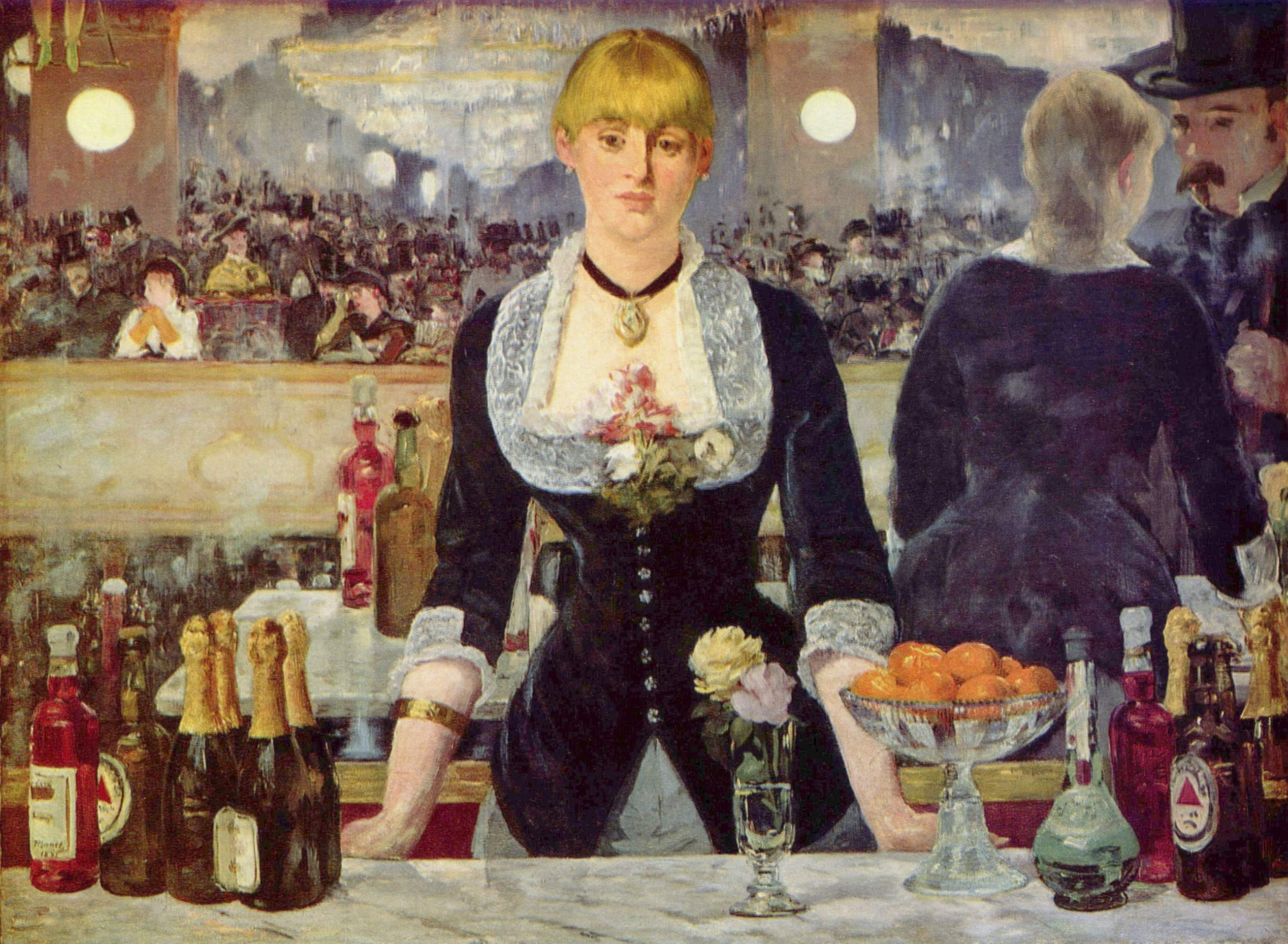
Эдуард Мане. Бар в «Фоли-Бержер». 1881—1882
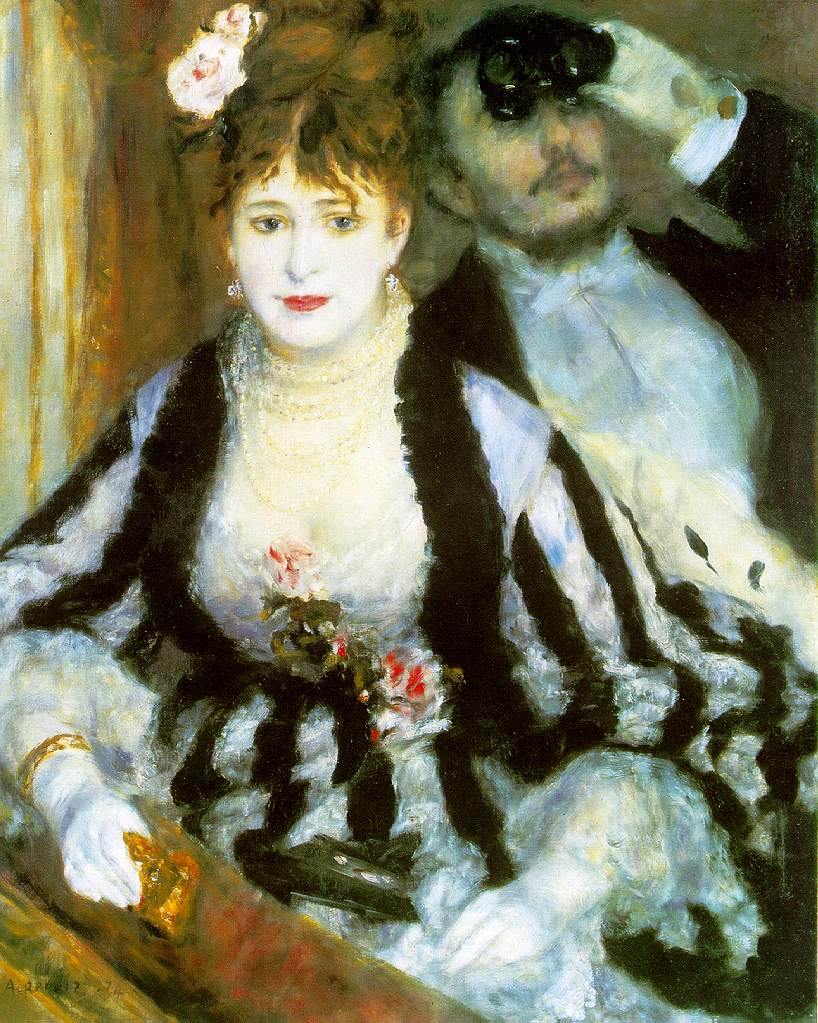
Пьер-Огюст Ренуар. Ложа. 1874
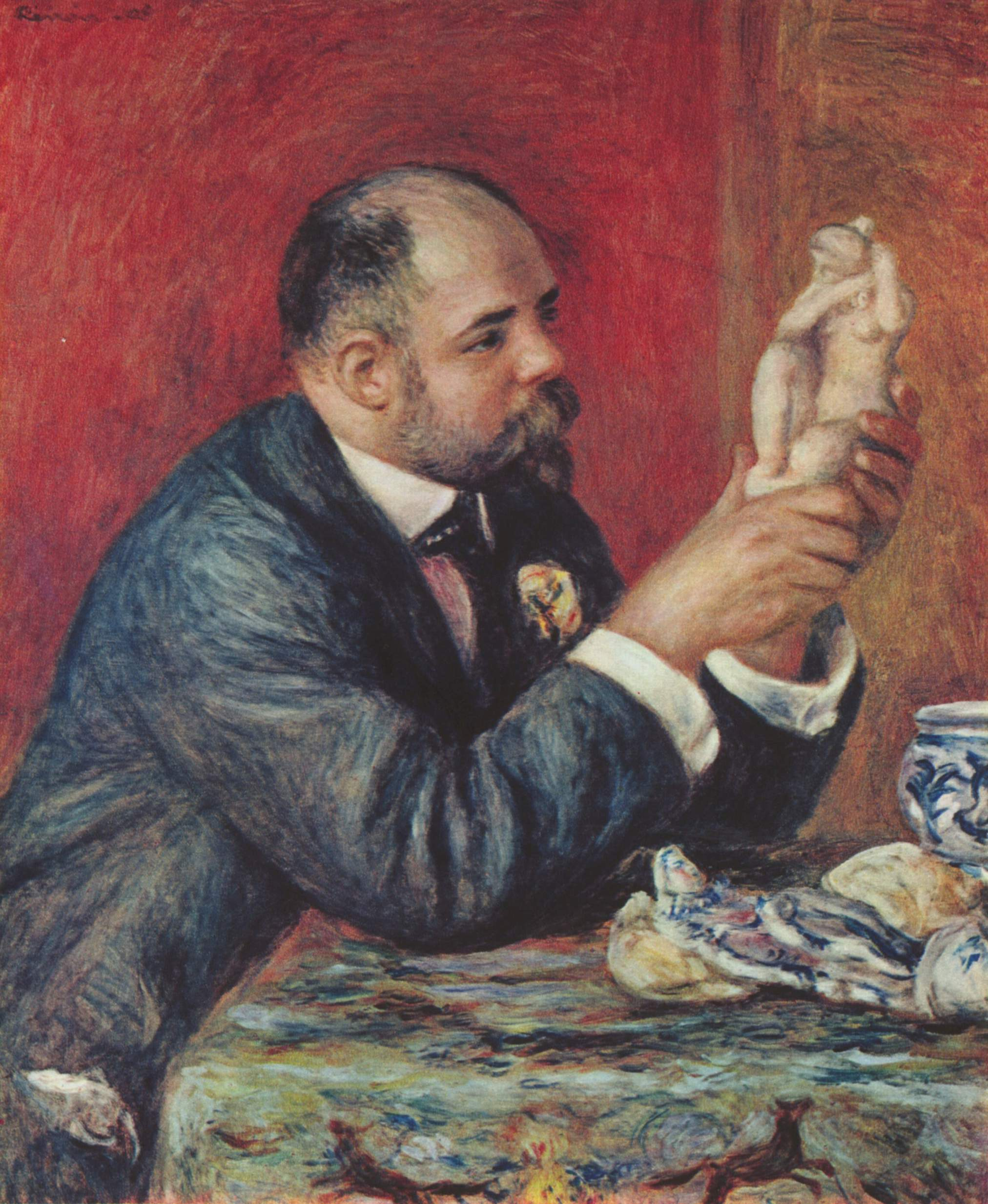
Пьер-Огюст Ренуар. Портрет Амбруаза Воллара. 1908
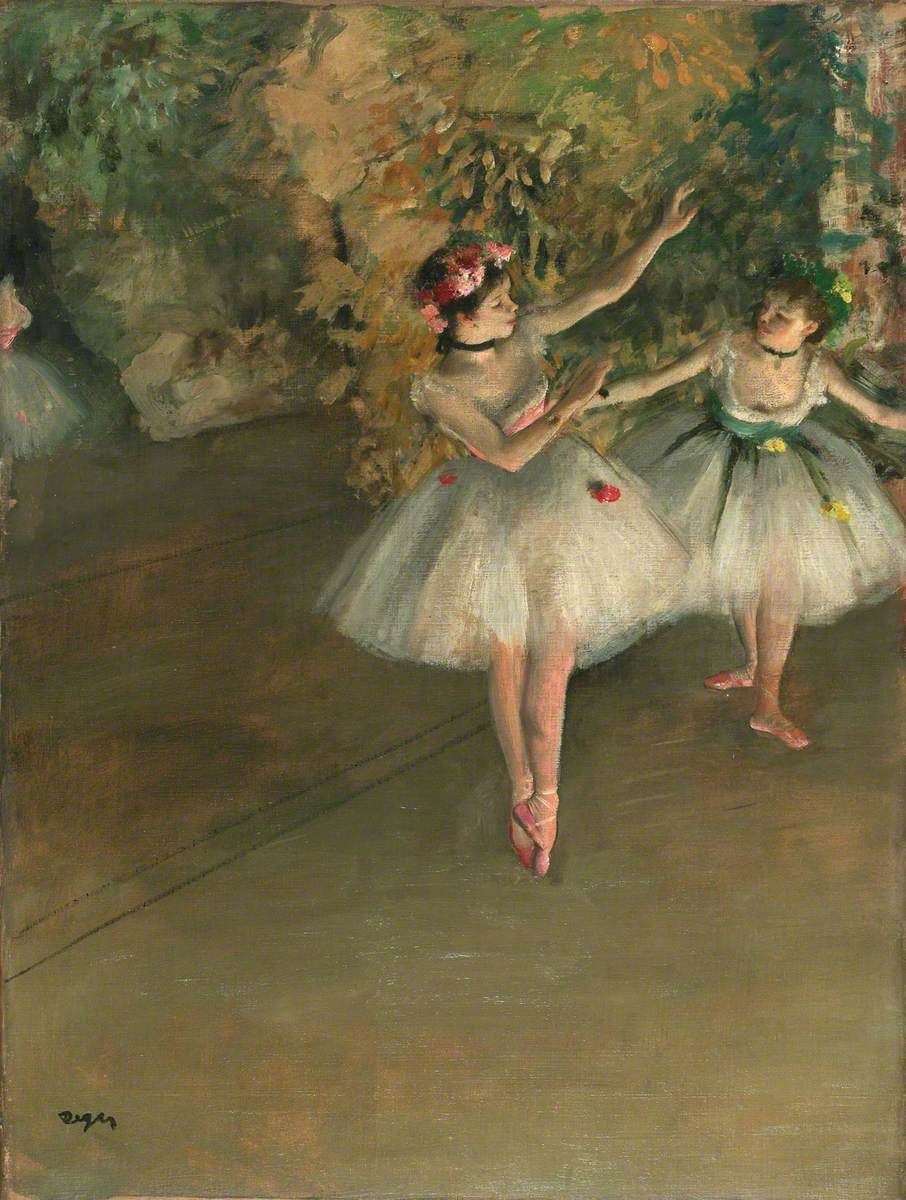
Эдгар Дега. Две танцовщицы на сцене. 1874
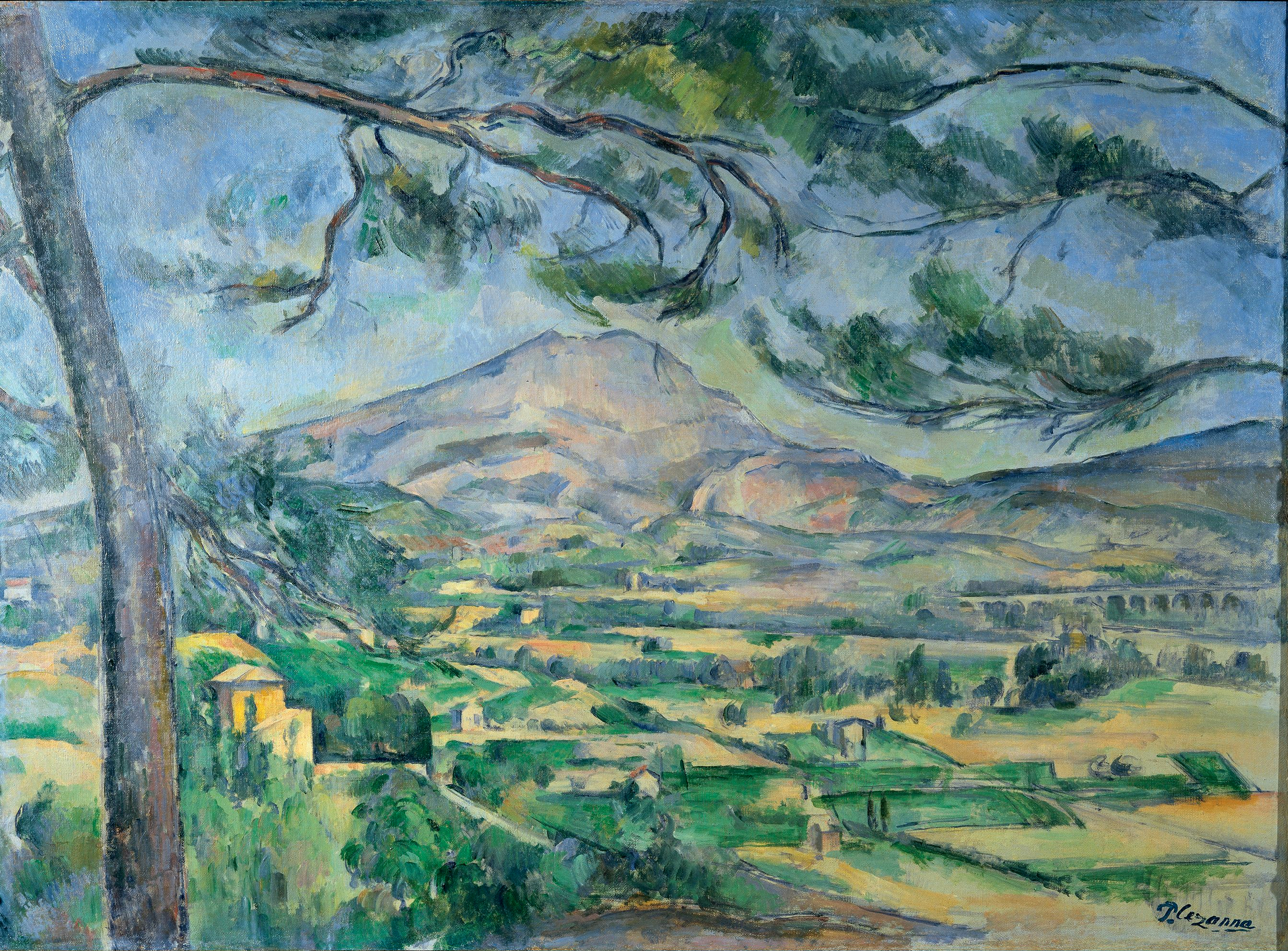
Поль Сезанн. Гора Сент-Виктуар. 1885-1887
Амедео Модильяни. Сидящая обнажённая. 1916
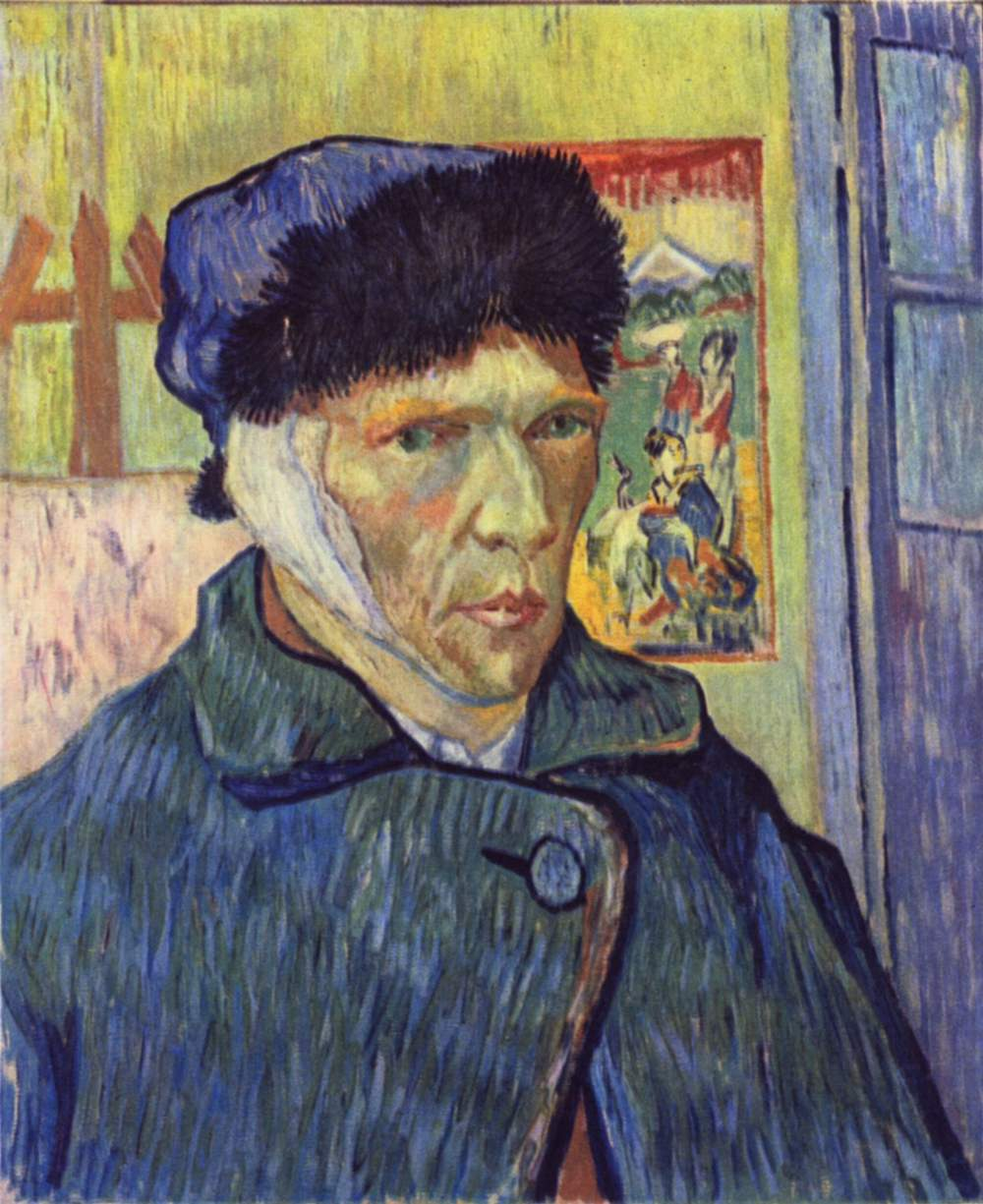
Винсент ван Гог. Автопортрет с отрезанным ухом. 1889
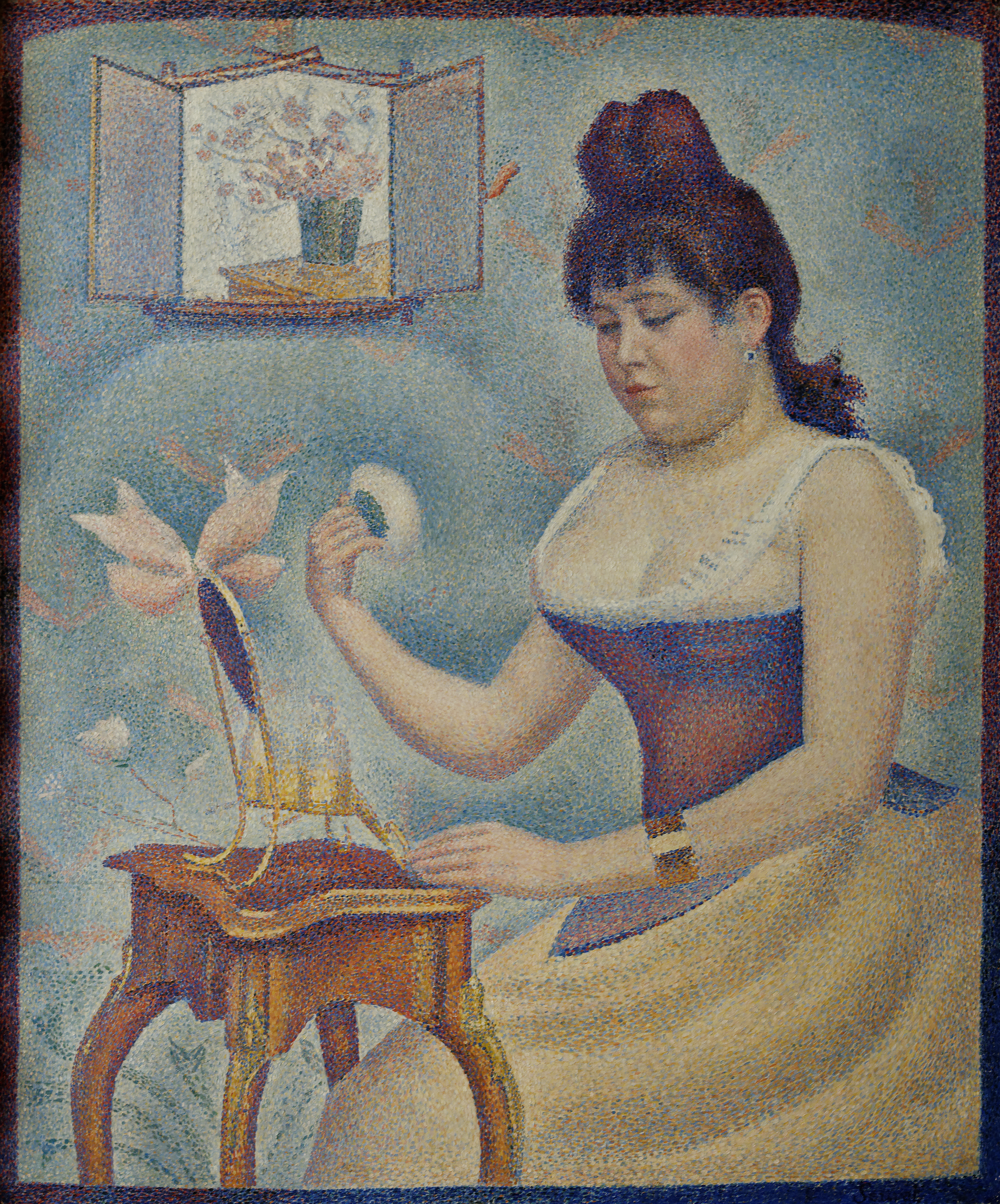
Жорж Сёра. Женщина с пуховкой. 1889-1890
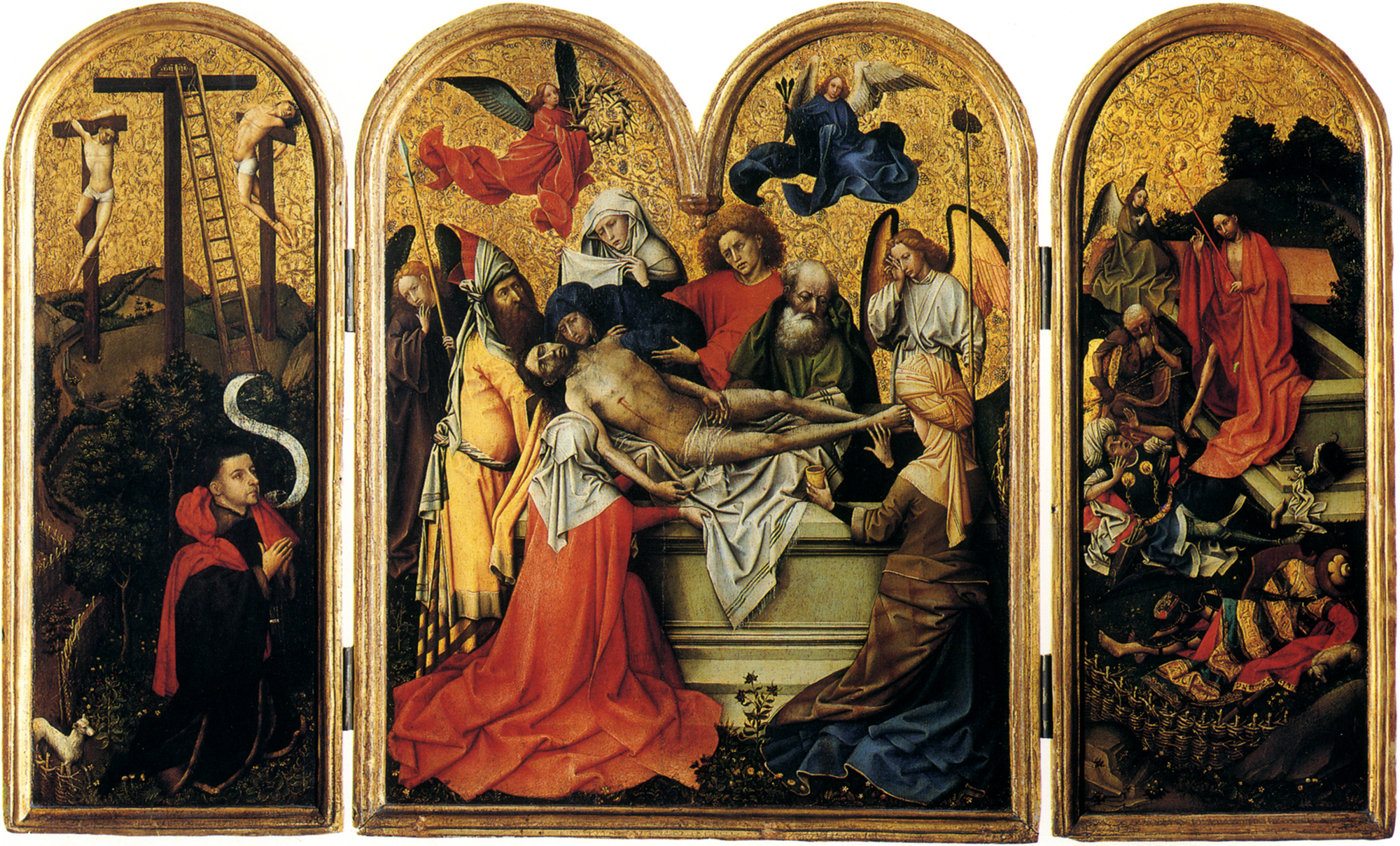
Робер Кампен. Погребение Христа, или Зайлернский триптих. Ок. 1420
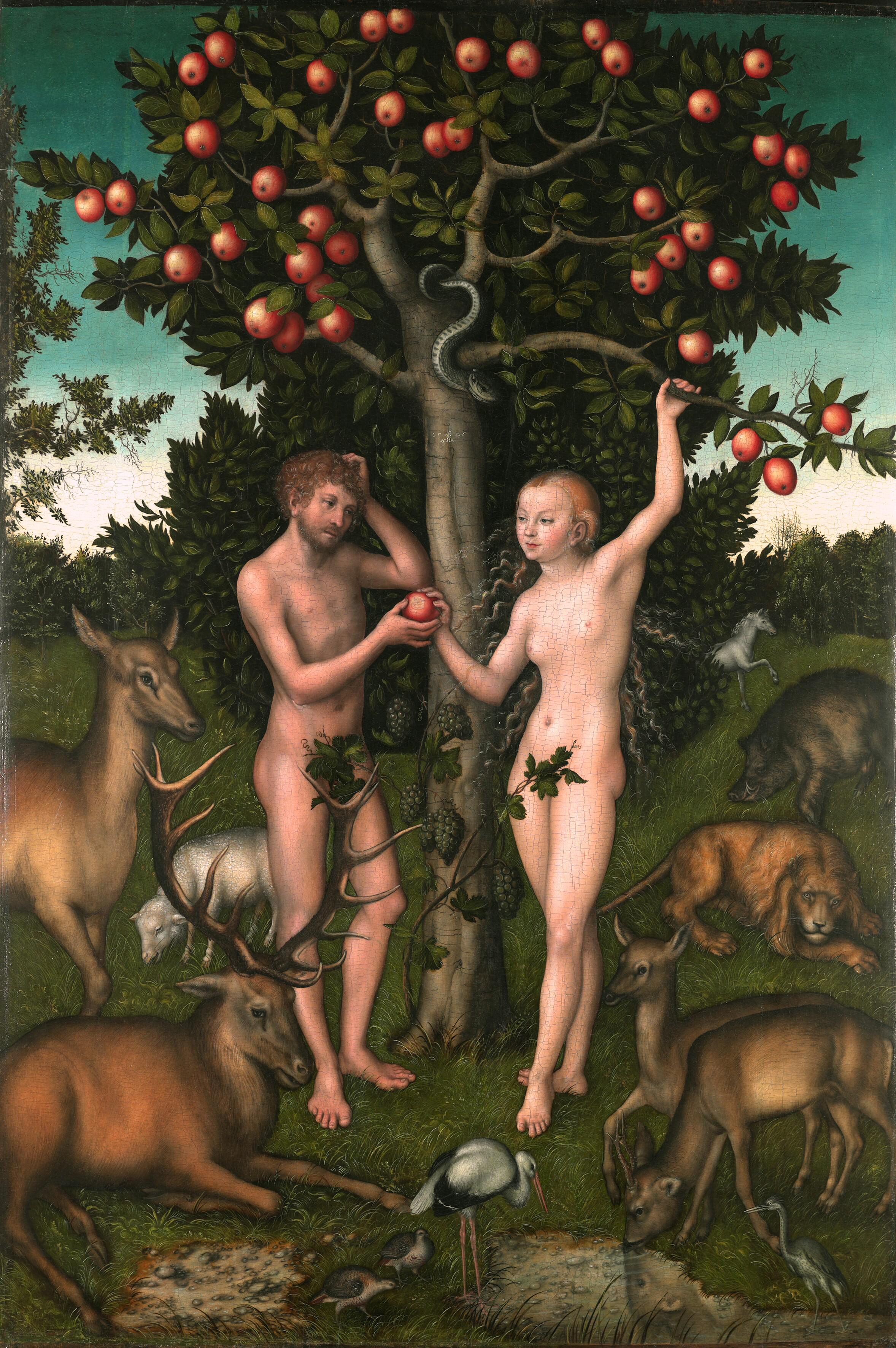
Лукас Кранах Старший. Адам и Ева. 1526
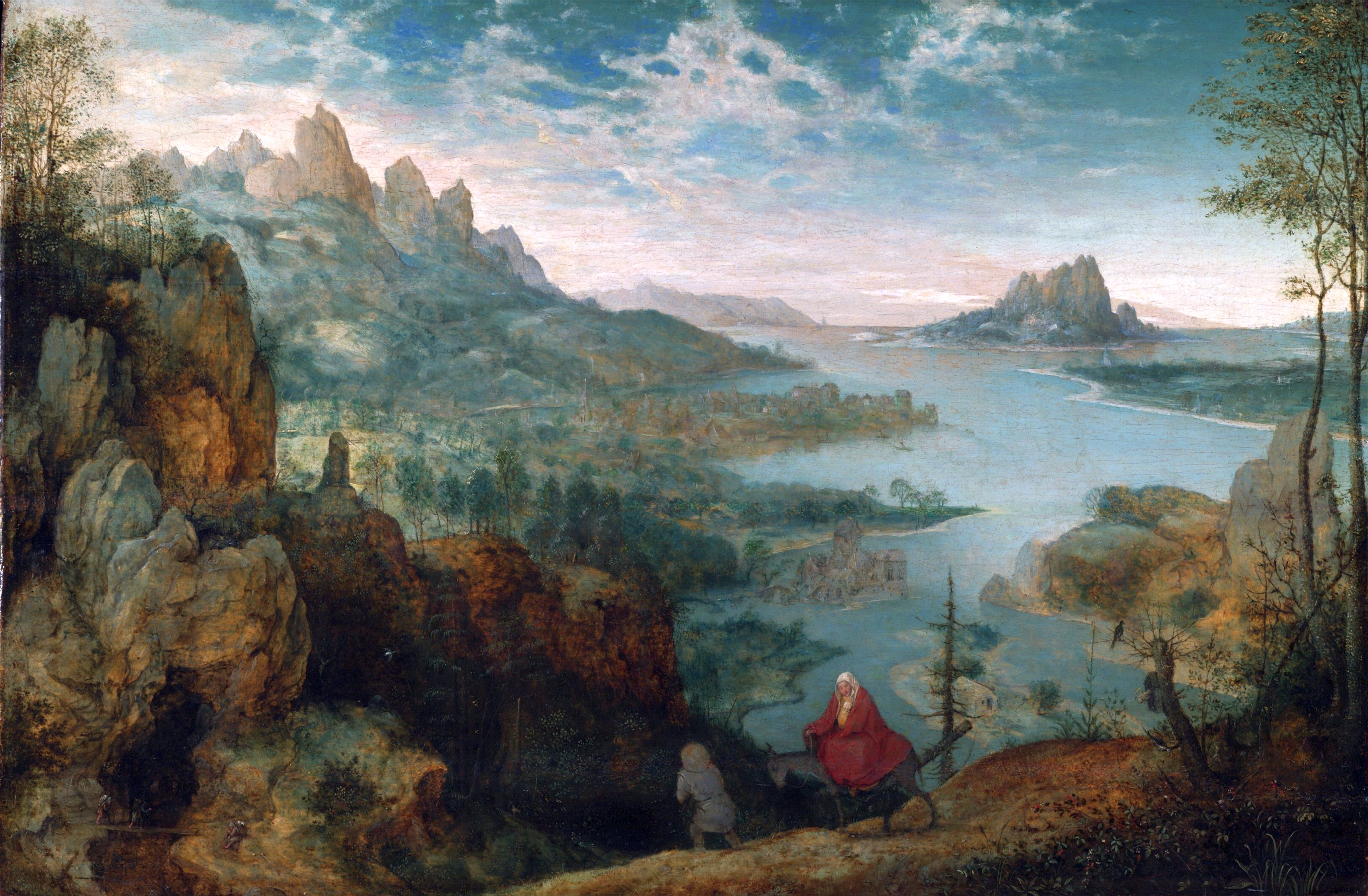
Питер Брейгель Старший. Пейзаж с Бегством в Египет. 1563
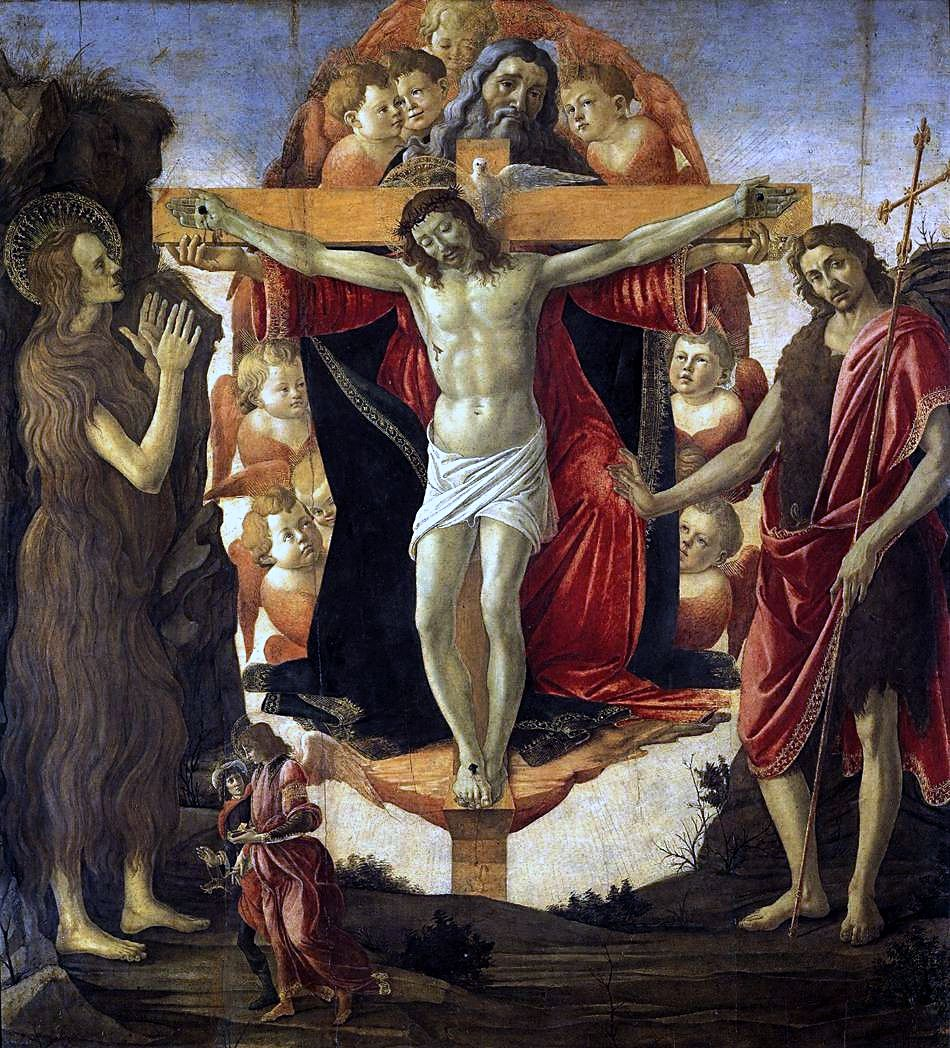
Сандро Боттичелли. Троица. Между 1491 и 1494
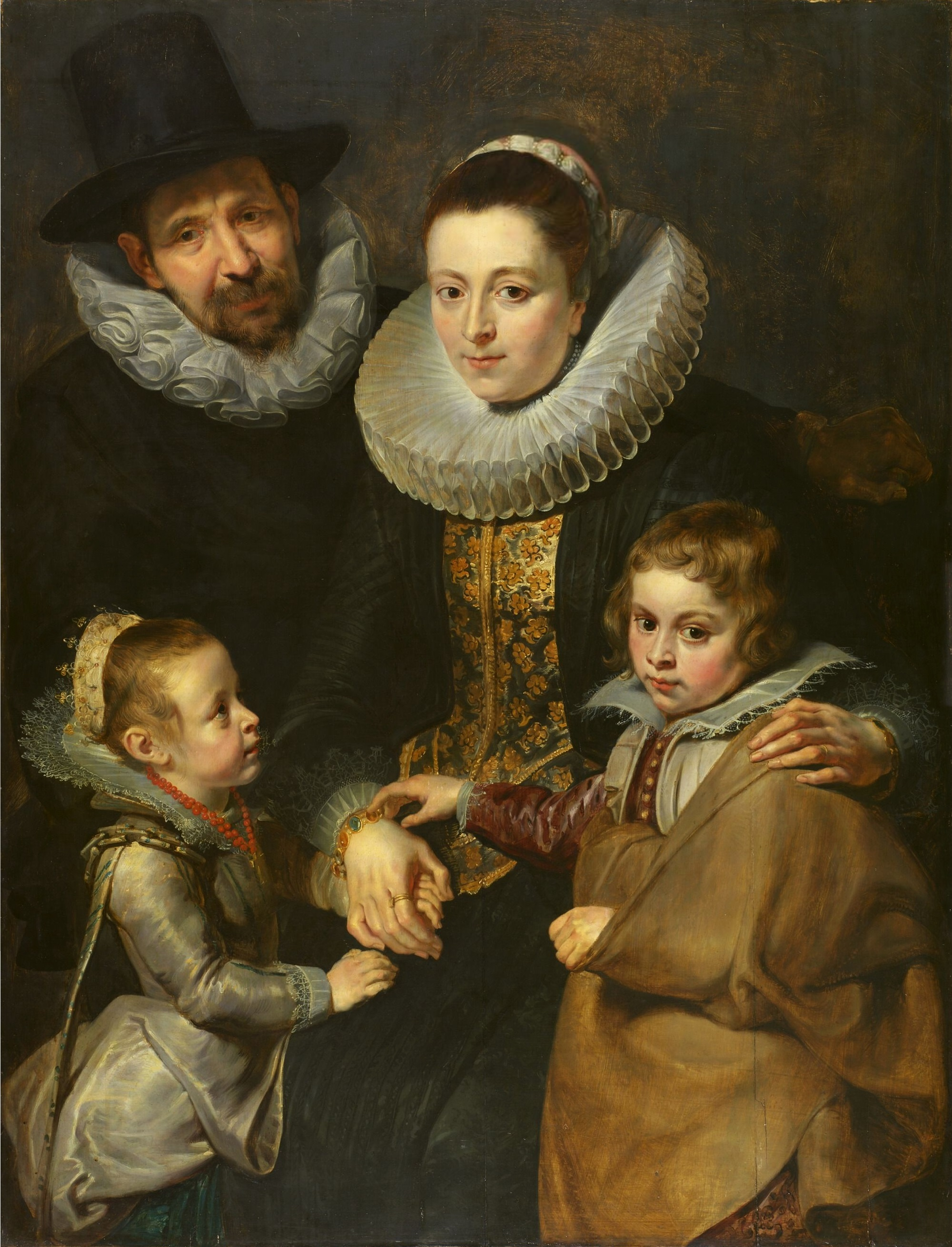
Питер Пауль Рубенс. Семья Яна Брейгеля Старшего. Между 1613 и 1615